# Glabellula sufflava
Glabellula sufflava is een vliegensoort uit de familie van de Mythicomyiidae. De wetenschappelijke naam van de soort is voor het eerst geldig gepubliceerd in 1969 door François.